# Shay Cullen
Shay Cullen (* 1943 in Dublin) ist ein irischer Ordenspriester der Missionsgesellschaft von St. Columban. Er ist vor allem durch seinen Einsatz für die Verteidigung der Menschenrechte auf den Philippinen bekannt.

## Leben
Shay Cullen wurde nach seiner Ausbildung an einem irischen College 1969 als Missionar auf die Philippinen entsandt. Sein erster Einsatzort war 1969 Olongapo in unmittelbarer Nähe des amerikanischen Militärstützpunkts an der Subic-Bucht. 1974 gründete er mit anderen zusammen die Stiftung PREDA (Peoples Recovery, Empowerment and Development Assistance Foundation), um Folter- und Missbrauchsopfern des Marcosregimes und der Militärbasis zu helfen. Durch seine Arbeit wurde er zum Mitentwickler der bis heute angewandten Schreitherapie bei sexuell missbrauchten Kindern. Die Aufdeckung zahlreicher Menschenrechtsverletzungen, Korruptionsfälle und Kinderhändlerringe ist sein Verdienst. Jahrelang war er Kämpfer gegen Sextourismus und Kinderprostitution, Initiator einer Kampagne zur Auflösung und Umnutzung der Militärbasen, international bekannter Redner, Medienkommentator, Autor zahlreicher Gedichte und Lieder.
Cullen arbeitet auch als Journalist, mit wöchentlichen Kolumnen in The Sunday Times (Manila), mit Beiträgen im Philippine Daily Inquirer und anderen Zeitungen und auf der Webseite der Preda-Stiftung. Er war Delegierter bei der Konferenz über den Entwurf der Kinderrechtskonvention 1989 in Helsinki und wurde bereits mehrmals für den Friedensnobelpreis nominiert, u. a. 2001 und 2003 durch Parlamentarier aus Kanada, Großbritannien und Deutschland.

## Leistungen
Cullen war aufgrund seiner Erfahrungen auf den Philippinen maßgeblich an der Entwicklung des Drehbuchs zur Tatort-Folge Manila (Folge 383) aus dem Jahr 1998 beteiligt, die das Schicksal philippinischer Straßenkinder, Sextourismus und Kindesmisshandlung thematisierte. Als Folge der Erfahrungen bei den Dreharbeiten gründeten Mitglieder des Kölner Tatortteams um die beiden Hauptdarsteller Dietmar Bär und Klaus J. Behrendt den Tatort-Verein, um Pater Shay Cullen und seine Kinderrechtsarbeit auf den Philippinen finanziell zu unterstützen. Zudem schuf er mit der PREDA und dem Prinzip des fairen Handels wichtige Einkommensmöglichkeiten für ehemalige Straßenkinder und die philippinischen Ureinwohner, den Aeta.
Das Hilfsprogramm von PREDA-Stiftung ist Anlaufstelle für Mädchen, die aus der Prostitution und den Fängen von pädosexuellen Tätern befreit werden konnten. Für internationale Aufmerksamkeit sorgte Cullen im Jahre 1996, als er einen deutschen Täter vor Gericht brachte und dessen Opfer, zwei philippinische Mädchen, psychologisch-seelsorgerische betreute.
Den zweiten Schwerpunkt von PREDA bildet die Hilfe für sogenannte Gefängniskinder. Cullen und sein Team erreichen, dass zahlreiche Jungen im Alter von 15 Jahren und jüngere Kinder, die unter menschenunwürdigen Bedingungen in Verwahranstalten weggesperrt werden, aus den Gefängnissen entlassen werden. Eine Zukunftschance erhalten diese Minderjährigen dann in einem eigenen PREDA-Haus, in dem rund 35 Jungen leben und betreut werden.
Cullens Hilfsprogramm wird von internationalen Organisationen unterstützt, darunter das katholische Hilfswerk missio in Aachen. Die Partnerschaft zwischen missio und PREDA startete in den 90er Jahren mit Kampagnen gegen Sextourismus und Kinderprostitution. Mit Spenden aus Deutschland werden seitdem zahlreiche Hilfsprogramme gefördert.

## Ehrungen (Auswahl)
- 2000 wurde Pater Shay Cullen der Menschenrechtspreis der Stadt Weimar verliehen.[4]
- 2001 erhielt er den Menschenrechtspreis der italienischen Stadt Ferrara.
- 2007 wurde er mit dem Prix Caritas geehrt.[5]
- 2017 wurde ihm der Shalom-Preis des AK Shalom für Gerechtigkeit und Frieden des Studentischen Konvents der Katholischen Universität Eichstätt-Ingolstadt zuerkannt.[6]